# Amt Königsberg (Hessen)
Das Amt Königsberg war ein Amt in der Landgrafschaft Hessen-Darmstadt, später dem Großherzogtum Hessen. Sitz des Amtes war die Burg Königsberg in Königsberg, das heute zur Gemeinde Biebertal im Landkreis Gießen gehört. Es lag im Bereich des Dünsberg.

## Geschichte
Königsberg war ursprünglich Solmsischer Besitz und Stammburg der Linie Solms-Königsberg. 1350 verkaufte Graf Philipp von Solms-Königsberg seinen Teil des Amtes an die Landgrafschaft Hessen. Da Philipps Land aufgrund der solmsischen Hausgesetze jedoch gemeinsames Eigentum aller Solmser Linien war, führte dieser Verkauf zu Konflikten zwischen Hessen einerseits sowie Solms-Braunfels und Solms-Burgsolms andererseits. Es kam zum Kampf. Hessen siegte und die Solmser mussten den Landgrafen 1351 als Ganerben ihrer Grafschaft anerkennen.
In den folgenden Jahrhunderten war das Gebiet ein von Hessen und Solms gemeinsam verwalteter Amtsbezirk, ein sogenanntes Kondominat, dessen zentrale Orte auf hessischer Seite Burg und Tal Königsberg und auf solmsischer Seite Burg und Tal Hohensolms waren.
Zwischen 1468 und 1517 war das Amt Königsberg an Solms-Lich verpfändet, sodass der solmsische Amtmann von Hohensolms zugleich auch Amtmann von Königsberg war.
Zum Kondominat Königsberg/Hohensolms gehörten neben den beiden Tälern Königsberg und Hohensolms die unter der Leibeigenschaft stehenden Amtsortschaften Ahrdt, Altenkirchen, Altenstädten, Bellersdorf, Bermoll, Bischoffen, Blasbach, Erda, Frankenbach, Mudersbach. Naunheim, Niederweidbach, Oberlemp, Oberweidbach, Roßbach, Waldgirmes und Wilsbach sowie Hermannstein, welches jedoch stets eine Sonderrolle spielte.
Mit der hessischen Landesteilung 1567 fiel der hessische Teil des Amtes zunächst an Hessen-Marburg und mit dem Aussterben dieser Linie 1604 an die Landgrafschaft Hessen-Darmstadt.
1629 wurde das Kondominat aufgelöst und das bisher gemeinschaftlich verwaltete Amt Königsberg/Hohensolms zwischen Solms und Hessen aufgeteilt. Dabei kamen einige Orte unter alleinige Herrschaft der Grafen von Solms. Das nunmehr rein hessische Amt Königsberg umfasste seitdem nur noch die Orte Bischoffen, Frankenbach, Hermannstein, Königsberg, Naunheim, Waldgirmes, Niederweidbach, Oberweidbach, Roßbach, Waldgirmes und Wilsbach.
Um den hessischen Teil des Amtes hatte es zwischen 1604 und 1648 Streitigkeiten und kriegerische Auseinandersetzung zwischen Hessen-Darmstadt und Hessen-Kassel gegeben. (Siehe dazu Hessenkrieg.) Erst Verträge von 1627 und 1648 zwischen den beiden Parteien beendeten diese Auseinandersetzungen und sprachen das Amt endgültig Hessen-Darmstadt (ab 1806: Großherzogtum Hessen) zu.
1821 kam es im Großherzogtum Hessen zu einer Justiz- und Verwaltungsreform, durch die auch auf unterer Ebene die Trennung der Rechtsprechung von der Verwaltung vollzogen wurde. Die Ämter wurden aufgelöst. Ihre Aufgaben hinsichtlich der Verwaltung wurden neu gebildeten Landratsbezirken, die erstinstanzliche Rechtsprechung Landgerichten übertragen. Die Gemeinden des Amtes Königsberg wurden den Landratsbezirken Gladenbach und Gießen sowie den Landgerichtsbezirken Gießen und Gladenbach zugeordnet.

## Amtmänner zu Königsberg
- Volpert Hose (1368)
- Kuno von Rodenhausen (1381)
- Adolf Rau von Holzhausen (1391–1398)
- Volprecht von Schwalbach (1398)
- Dietrich Rohde (1407)
- Henne von Weitershausen (1410)
- Johann von Breidenbach (1465)
- Eckard Riedesel (1469), Amtmann zu Hohensolms und Königsberg
- Konrad von Dernbach (1473–1480), Amtmann zu Hohensolms und Königsberg
- Philipp von Bicken (1481–1488), Amtmann zu Hohensolms und Königsberg,
- Mengoß Holzapfel von Vetzberg (1503–1509), Amtmann zu Hohensolms und Königsberg
- Balthasar v. Wytoltzhausen, genannt Schrautenbach (1523)
- Marx Lesch von Mühlheim (1537–1557)
- Henne von Elckershausen, genannt Klüppel oder Cloppel (1547–1550), Amtmann zu Hohensolms und Königsberg
- Baptist Weiffenbach, Rentmeister (1563–1571)
- Adlarium Ihring, Rentmeister (1582)
- Johann Günther (1609–1610)
- Henrich Worth (1622–1626)
- Johann Joachim Juncker (1627–1639)
- Philipp Sältzer (1640–1645)
- Philipp Rieß (1646–1654)
- Johann Helwig Sinold, genannt von Schütz (1656–1662), Vater des Kirchenliederdichters Philipp Balthasar Sinold genannt von Schütz
- Christoph Sellmann (1679–1700)
- Ernst Christoph Seidel (1703–1710)
- Jeremias Philipp Krug (1720–1733)
- Johann Wilhelm Groos (1734–1739)
- Johann Leußler (1739–1741)
- Christian Ernst Heinrich von Avemann (1744–1764)
- Wilhelm Ernst Friedrich Schulz (1764–1814)